# Ден-Хелдер
Ден-Хе́лдер (нидерл. Den Helderо файле) — община и город в Нидерландах, в провинции Северная Голландия. В городе находится самая северная точка континентальной Северной Голландии. В городе также находится главная военно-морская база страны. Отсюда паромная служба Royal TESO обеспечивает транспортное сообщение между Ден-Хелдером и близлежащим голландским островом Вадден Тексел на севере.
Из Ден-Хелдера осуществляется паромное сообщение с островом Тексел.

## Состав общины
В общину Ден-Хелдер входят населённые пункты Ден-Хелдер, Хёйсдёйнен и Юлианадорп, а также хутора Фрисе-Бюрт и Де-Кой. Сам город Ден-Хелдер делится на Старый Ден-Хелдер, Новый Ден-Хелдер (построенный в 1950-х) и Де-Схотен (построенный в 1960-х).

## История
Исторически главным населённым пунктом общины был Хёсдёйнен, а Хелдер был лишь маленьким соседним хутором. Однако стратегическое положение Хелдера на северной оконечности Североголландского полуострова привело к тому, что здесь, у входа в Зёйдерзе было построено большое количество укреплений. Одна из версий происхождения названия «Хелдер» как раз и выводит его от этой укреплённой зоны, которая образовывала «адскую дверь» («Helledore») во внутренние воды. В Золотой век Голландии всем кораблям приходилось проходить мимо Хелдера прежде, чем отправиться в океан.
С конца XVIII века Ден-Хелдер являлся военно-морской базой. В 1820-х годах от Амстердама до Ден-Хелдера был прорыт Североголландский канал. С 1947 года Ден-Хелдер официально является главной базой Королевских военно-морских сил Нидерландов.

## Знаменитые уроженцы
- Эдвард У. Бок (1863), американский публицист нидерландского происхождения, обладатель Пулитцеровской премии
- Антон Пик (1895), художник и график
- Герард Хоофт (1946), физик, обладатель Нобелевской премии 1999 года
- Эдит Бос (1980), чемпионка мира по дзюдо, серебряный призер Летних Олимпийских игр 2004 по дзюдо

## Достопримечательности
- Форт Кейкдёйн